# Manuel da Costa Pinto
Manuel da Costa Pinto (Lisboa, 27 de agosto de 1780 — Rio de Janeiro, 3 de março de 1852) foi um militar e político luso-brasileiro.
Foi admitido no exército de Portugal como segundo tenente de artilharia em 1802, foi promovido sucessivamente até chegar a patente de marechal de campo em 1828, e a tenente-general 1837. Foi lente nos regimentos de artilharia de Portugal e do Rio de Janeiro, e da Academia Militar. Combateu a Revolução Pernambucana em 1817.
Foi presidente da província do Maranhão, de 28 de fevereiro de 1828 a 14 de janeiro de 1829.
Em 19 de agosto de 1842 foi transferido, por motivo de doença, para 3ª Classe do Exército.